# Diga di Gayt
La diga di Gayt è una diga della Turchia. Si trova nella provincia di Bingöl.

## Fonti
- (EN) Sito dell'agenzia turca delle opere idrauliche, su www2.dsi.gov.tr. URL consultato l'8 agosto 2011 (archiviato dall'url originale il 20 agosto 2008).